# Thomas Eriksson (sciatore)
Göte Thomas Eriksson (Borlänge, 7 ottobre 1959) è un ex fondista svedese.

## Biografia
In Coppa del Mondo esordì il 16 gennaio 1982 a Le Brassus, ottenne il primo podio l'8 marzo 1986 a Falun (2°) e l'unicaa vittoria il 20 dicembre successivo a Davos.
In carriera prese parte a un'edizione dei Giochi olimpici invernali, Lake Placid 1980 (11° nella 15 km, 16° nella 50 km, 5° nella staffetta), e a sei dei Campionati mondiali, vincendo tre medaglie.

## Palmarès

### Mondiali
- 3 medaglie:
  - 1 oro (30 km TL[1] a Oslo 1982)
  - 1 argento (staffetta[1] a Val di Fiemme 1991)
  - 1 bronzo (staffetta[1] a Seefeld in Tirol 1985)

### Coppa del Mondo
- Miglior piazzamento in classifica generale: 6º nel 1986
- 4 podi (tutti individuali[2])[3]:
  - 1 vittoria
  - 1 secondo posto
  - 2 terzi posti

#### Coppa del Mondo - vittorie
| Data             | Località | Nazione  | Spec.    |
| ---------------- | -------- | -------- | -------- |
| 20 dicembre 1986 | Davos    | Svizzera | 30 km TC |

Legenda:
TC = tecnica classica